# Liste von Zwischenfällen mit der Douglas DC-6
Die Liste von Zwischenfällen mit der Douglas DC-6 zeigt eine Übersicht über Zwischenfälle mit Todesfolge oder Totalschaden von Flugzeugen des Typs Douglas DC-6.
Während der Einsatzzeit der DC-6 kam es von 1947 bis November 2023 zu 187 Totalverlusten des Flugzeugs, von dem 704 Exemplare gebaut worden waren. Bei 102 dieser Zwischenfälle kamen insgesamt 2210 Menschen ums Leben, bei 85 waren keine Todesfälle zu beklagen. Vollständige Liste:

## 1940er-Jahre
- Am 24. Oktober 1947 befand sich eine Douglas DC-6 der US-amerikanischen United Air Lines (Luftfahrzeugkennzeichen NC37510) auf dem Flug von Los Angeles nach Chicago, als ein Feuer ausbrach. Das Flugzeug schlug 2,4 Kilometer vor der Landebahn des Bryce Canyon Airport (Utah) auf. Alle 52 Insassen kamen ums Leben. Es war der erste Totalverlust einer DC-6 (siehe auch United-Air-Lines-Flug 608).[2]

- Am 1. Mai 1948 verunglückte eine Douglas DC-6 der niederländischen KLM Royal Dutch Airlines (PH-TKW) bei einem Trainingsflug auf dem Flughafen Amsterdam Schiphol (Niederlande). Der Trainingskapitän wollte einen Triebwerksausfall beim Start demonstrieren. Nach dem Abheben des Bugrads bei einer Geschwindigkeit von 169 km/h zog er den Gashebel des Triebwerks Nr. 1 (links außen) zurück. Das Flugzeug driftete nach links von der Startbahn herunter, die rechte Seite hob ab, aber die linke Tragfläche kollidierte mit einem Erdwall, anschließend endete das Ganze in einem Graben. Das gerade erst 8 Tage zuvor an KLM gelieferte Flugzeug wurde zum Totalschaden. Alle 5 Besatzungsmitglieder, die einzigen Insassen, überlebten den Unfall.[3]

- Am 17. Juni 1948 hatte die Besatzung einer Douglas DC-6 der United Air Lines (NC37506) wegen eines Feueralarms den Laderaum mit Kohlenstoffdioxid (CO2) gefüllt. Beim anschließenden Sinkflug mit Neigung der Nase nach unten begann durch ein Ventil vom Laderaum das CO2 in das Cockpit zu kriechen, wodurch die Besatzung handlungsunfähig wurde. Die Maschine geriet in einen unkontrollierten Flugzustand und stürzte bei Mount Carmel (Pennsylvania) in eine Schneise mit Hochspannungsleitungen. Unter den 43 Insassen gab es keine Überlebenden (siehe auch United-Air-Lines-Flug 624).[4][5]

- Am 4. Juli 1948 stieß eine erst zwei Monate alte Douglas DC-6 der SAS Scandinavian Airlines (SE-BDA) im Flug über Großbritannien mit einer Avro York C.1 der Royal Air Force (MW248) zusammen. Beide Maschinen waren im Anflug auf den Flughafen Northolt, kollidierten gut 6 Kilometer nördlich des Flugplatzes und stürzten ab. Alle 32 Menschen an Bord der DC-6 sowie die sieben Insassen der York kamen ums Leben.[6][7][8]

- Am 15. November 1948 überrollte eine Douglas DC-6 der Philippine Airlines (PI-C291) bei der Landung auf dem Flugplatz Wake Island (Außengebiet der Vereinigten Staaten) das Landebahnende. Das Flugzeug wurde irreparabel beschädigt. Alle Insassen (Anzahl unbekannt) überlebten den Unfall.[9]

- Am 29. November 1949 musste an einer Douglas DC-6 der US-amerikanischen American Airlines (N90728) im Anflug auf den Flughafen Dallas Love Field (Texas, USA) das Triebwerk Nr. 1 (links außen) abgestellt werden. Im Endanflug fiel auch das Triebwerk Nr. 4 (rechts außen) aus, woraufhin der Kapitän das Kommando zum Einfahren von Ladeklappen und Fahrwerk gab. Der Erste Offizier fuhr zwar das Fahrwerk ein, nicht aber die Landeklappen. Es kam daher zum Strömungsabriss und die Maschine kollidierte mit einem Hangar auf der einen und Hindernissen auf der anderen Seite. Beim Überqueren einer Straße hinter dem Flughafen brach zunächst das gesamte Cockpit ab, danach auch das Heck beim Zusammenstoß mit einem weiteren Gebäude. Von den 46 Insassen kamen 28 ums Leben, zwei Besatzungsmitglieder und 26 Passagiere (siehe auch American-Airlines-Flug 157).[10]

## 1950er-Jahre
- Am 30. Juni 1951 flog eine Douglas DC-6 der US-amerikanischen United Air Lines (Luftfahrzeugkennzeichen N37543) aufgrund einer Kursabweichung rund 80 Kilometer nordwestlich von Denver, in der Nähe von Fort Collins, Colorado, gegen einen Berg in den Rocky Mountains. Alle 5 Crewmitglieder und 45 Passagiere starben (siehe United-Air-Lines-Flug 610).[11]

- Am 24. August 1951 unterschritten die Piloten einer Douglas DC-6B der United Air Lines (N37550) im Landeanflug auf den Flughafen Oakland die vorgeschriebene Mindestflughöhe und flogen in einer Flughöhe von 300 Metern in einen Hügel. Alle 6 Crewmitglieder und 44 Passagiere an Bord kamen ums Leben.[12][13]

- Am 1. September 1951 landete eine von Los Angeles kommende Douglas DC-6 der Mexicana de Aviación (XA-JOR) während des Anflugs auf den Flughafen Mexiko-Stadt in einem fast trockengelegten See. Alle vier Crewmitglieder und 38 Passagiere überlebten die Bruchlandung. Das Flugzeug war nicht mehr zu reparieren.[14]

- Am 23. Dezember 1951 überrollte eine Douglas DC-6 der italienischen Linee Aeree Italiane (I-LUCK) bei der Landung auf dem Flughafen Mailand-Malpensa (Italien) das Landebahnende. Das Flugzeug wurde irreparabel beschädigt. Alle 28 Insassen, vier Besatzungsmitglieder und 24 Passagiere, überlebten den Unfall.[15]

- Am 11. Februar 1952 stürzte eine Douglas DC-6 der US-amerikanischen National Airlines (N90891) nach dem Start vom Flughafen Newark in ein Wohnhaus in Elizabeth, New Jersey. Von den 63 Insassen starben 29, außerdem noch 4 Einwohner. Ursachen waren eine selbsttätige Verstellung des Propellers Nummer 3 auf Umkehrschub, gefolgt vom fehlerhaften Abstellen des funktionierenden Triebwerks Nummer 4. Damit konnte die Höhe nicht gehalten werden; die Maschine stürzte in die Stadt.[16][17]

- Am 22. März 1952 gegen 10:50 Uhr verunglückte eine Passagiermaschine des Typs Douglas DC-6 der niederländischen Fluggesellschaft KLM (PH-TPJ) während des Landeanfluges auf den Flughafen Frankfurt zwischen Sachsenhausen und Neu-Isenburg. Nach der Kollision mit Bäumen ging das Wrack in Flammen auf. Dabei kamen 36 Passagiere und neun Mitglieder der Besatzung ums Leben, nur zwei Personen überlebten schwer verletzt. Es war das bis dahin schwerste zivile Flugzeugunglück in Deutschland. Das Flugzeug war auf dem Weg von Johannesburg über Rom nach Amsterdam und sollte in Frankfurt zwischenlanden (siehe KLM-Flug 592).[18]

- Am 14. Februar 1953 stürzte eine Douglas DC-6 der US-amerikanischen National Airlines (N90893) etwa 32 Kilometer südöstlich von Mobile Point (Alabama, USA) in den Golf von Mexiko, nachdem sie beim Durchfliegen eines Gewitters mit schweren Turbulenzen strukturell beschädigt worden war. Alle 46 Insassen, fünf Besatzungsmitglieder und 41 Passagiere, wurden getötet.[19]

- Am 20. April 1953 wurde eine Douglas DC-6B der US-amerikanischen Western Air Lines (N91303) vor der Landung auf dem Flughafen Oakland in die Bucht von San Francisco geflogen. Bei diesem CFIT (Controlled flight into terrain) wurden 8 der 10 Insassen getötet, 4 Besatzungsmitglieder und 4 Passagiere.[20]

- Am 12. Juli 1953 verunglückte eine Douglas DC-6 der US-amerikanischen Transocean Air Lines (N90806) etwa 630 km (340 NM) östlich der Insel Wake im Pazifischen Ozean. An Bord befanden sich 58 Personen. Die wenigen gefundenen Trümmer deuteten darauf hin, dass das Flugzeug mit hoher Geschwindigkeit aufgeschlagen war. Die Unfallursache blieb unklar (siehe auch Transocean-Air-Lines-Flug 512).[21][22]

- Am 12. August 1953 ging eine Douglas DC-6/R6D-1 der US Navy (Bu 131586) kurz nach dem Abheben von der Westover Air Force Base (Massachusetts, USA) in 200 Fuß (60 Meter) Höhe plötzlich in eine Schräglage über. Eine Tragfläche schlug auf dem Boden auf. Das Flugzeug überschlug sich und verbrannte. Alle 4 Besatzungsmitglieder, die einzigen Insassen auf dem Trainingsflug, kamen ums Leben.[23]

- Am 6. September 1953 setzte eine Douglas DC-6/R6D-1 der US Navy (Bu 131583) bei der Landung auf der Bermuda-Kindley Field NAS (Bermuda) noch vor der Landebahn auf, brach aus und verbrannte. Alle 50 Insassen, Besatzungsmitglieder und Passagiere, überlebten den Unfall.[24]

- Am 29. Oktober 1953 wurde eine Douglas DC-6 der australischen British Commonwealth Pacific Airways (VH-BPE) im Anflug auf den Flughafen San Francisco (Kalifornien, USA) in Bäume auf einem Hügel geflogen, 12 Kilometer südöstlich der Half Moon Bay. Dann überquerte sie eine schmale Schlucht und prallte etwa eine halbe Meile nach dem ersten getroffenen Baum gegen einen steil ansteigenden Hang. Durch diesen CFIT (Controlled flight into terrain) wurden alle 19 Insassen getötet, acht Besatzungsmitglieder und 11 Passagiere.[25]

- Am 14. Januar 1954 verloren die Piloten einer Douglas DC-6 der Philippine Airlines (PI-C294) 6 Kilometer östlich des Flughafens Rom-Fiumicino (Italien) während des Sinkflugs die Kontrolle über das Flugzeug, nachdem es in heftige Turbulenzen eingeflogen war. Alle 16 Insassen, neun Besatzungsmitglieder und 7 Passagiere, kamen ums Leben.[26]

- Am 23. August 1954 stürzte eine in Shannon gestartete Douglas DC-6B der niederländischen KLM (PH-DFO) auf dem Weg vom Flughafen New York-Idlewild nach Amsterdam vor der niederländischen Küste in die Nordsee. Alle 21 Insassen kamen ums Leben (siehe KLM-Flug 608).[27]

- Am 18. Dezember 1954 kollidierte eine Douglas DC-6B der italienischen Fluggesellschaft Linee Aeree Italiane (I-LINE) beim vierten Anflugversuch im Nebel mit der Anflugbefeuerung am Flughafen New York-Idlewild, stürzte in das kalte Wasser der Jamaica Bay und explodierte. Von den 32 Menschen an Bord starben 26, 6 überlebten. Ursache des zur Kollision führenden instabilen Anflugs war Übermüdung der Besatzung, die rund 30 Stunden auf der Strecke von Rom über Mailand, Paris, Shannon, Gander und Boston nach New York eingesetzt wurde (siehe auch Linee-Aeree-Italiane-Flug 451 (1954)).[28][29]

- Am 13. Februar 1955 wurde eine Douglas DC-6 der belgischen Sabena (OO-SDB) auf dem Weg von Brüssel nach Leopoldville (Kongo) über Rom-Ciampino 96 Kilometer nordöstlich von diesem Flughafen in 1700 Meter Höhe in den Berg Monte Terminillo geflogen. Die Besatzung hatte teilweise die Orientierung verloren und war weit vom Kurs abgekommen. Alle 29 Insassen wurden getötet.[30]

- Am 3. März 1955 wurde eine Douglas DC-6/C-118A der United States Air Force (USAF) (53-3230) bei einem Landeunfall auf dem Flughafen Keflavík (Island) irreparabel beschädigt. Alle 58 Insassen, neun Besatzungsmitglieder und 49 Passagiere, überlebten den Unfall.[31]

- Am 22. März 1955 wurde eine Douglas DC-6/R6D-1 der United States Navy (Bu 131612) im Anflug auf die Hickam Air Force Base nahe Honolulu (Hawaii, USA) beim Anflug in einen Berg geflogen, 13 Kilometer nördlich ihrer geplanten Position. Durch diesen CFIT (Controlled flight into terrain) wurden alle 66 Personen an Bord getötet, neun Besatzungsmitglieder und 57 Passagiere.[32]

- Am 4. April 1955 wurde in einer Douglas DC-6 der US-amerikanischen United Airlines (N37512) beim Start auf dem Flughafen Islip-Long Island MacArthur (Long Island, USA) der Gashebel des Triebwerks Nr. 4 (rechts außen) versehentlich in die Schubumkehr-Position gestellt. Da die anderen drei Motoren vollen Vorwärts-Schub lieferten, senkte sich in 15 Metern Höhe die rechte Tragfläche, bis in etwa 40 Metern Höhe die Schräglage 90 Grad erreicht hatte. Durch den Kontrollverlust stürzte die Maschine zu Boden und ging in Flammen auf. Alle 3 Besatzungsmitglieder, die einzigen Insassen auf dem Trainingsflug, wurden getötet (siehe auch Flugunfall der United Air Lines am Long Island MacArthur Airport 1955).[33]

- Am 1. November 1955 explodierte eine Douglas DC-6B der US-amerikanischen United Air Lines (N37559) bei Longmont (Colorado) in 3300 Meter Höhe 56 Kilometer nördlich Denver, nachdem im Gepäckraum eine Bombe detoniert war. Alle 44 Menschen an Bord fanden den Tod. Die Bombe war vom Sohn einer Passagierin deponiert worden, der vorher eine Lebensversicherung auf seine Mutter abgeschlossen hatte (siehe auch United-Air-Lines-Flug 629).[34][35]

- Am 20. Februar 1956 wurde eine Douglas DC-6B der französischen Transports Aériens Intercontinentaux (TAI) (F-BGOD) 29 Kilometer östlich des Flughafens Kairo-International in den Boden geflogen. Die Piloten der aus Karatschi kommenden Maschine unterschritten im Anflug die Mindestflughöhe um 1500 Fuß (knapp 500 Meter). Von den 64 Insassen wurden 52 getötet. Unfallursache war ein Controlled flight into terrain.[36]

- Am 13. Juli 1956 geriet eine Douglas DC-6/C-118A der United States Air Force (USAF) (53-3301) beim Abflug von der McGuire Air Force Base (New Jersey, USA) in eine Windscherung, kam ins Sinken und stürzte in einen Wald. Von den 66 Insassen kamen 46 ums Leben, acht Besatzungsmitglieder und 38 Passagiere.[37]

- Am 29. August 1956 wurden an einer Douglas DC-6B der Canadian Pacific Air Lines (CPAL) (CF-CUP) beim Durchstarten am Flughafen Cold Bay (Alaska, USA) die Landeklappen nicht wie vorgeschrieben auf 20 Grad zurückgefahren, sondern voll eingefahren. Daraufhin sackte das Flugzeug in einer Linkskurve durch, schlug auf und fing Feuer. Von den 22 Insassen wurden 15 getötet, vier Besatzungsmitglieder und 11 Passagiere.[38]

- Am 10. Oktober 1956 stürzte eine Douglas DC-6 der US Navy (Bu 131588) auf dem Flug von Lakenheath nach Lajes Field (Azoren) 590 Kilometer westsüdwestlich von Land’s End (Großbritannien) in den Nordatlantik. Alle 59 Insassen an Bord kamen ums Leben.[39]

- Am 24. November 1956 kamen beim missglückten Start einer Douglas DC-6B der Linee Aeree Italiane (I-LEAD) 34 Insassen ums Leben, darunter der italienische Dirigent Guido Cantelli. Etwa 15 Sekunden nach dem Abheben vom Flughafen Paris-Orly sank die Maschine wieder und flog 600 Meter hinter dem Startbahnende in ein Haus. Ein Passagier überlebte den Absturz. Der Flug sollte von Rom über Paris und Shannon nach New York verlaufen. Die Ursache für den Höhenverlust nach dem Abheben konnte nicht geklärt werden.[40]

- Am 15. Januar 1957 wurde eine Douglas DC-6A/C-118A der US-Luftwaffe (53-3263) zerstört, als auf der McChord Air Force Base zwei Wartungshangars ausbrannten. Die anwesenden Personen konnten sich noch rechtzeitig in Sicherheit bringen.[41]

- Am 1. Februar 1957 streifte eine Douglas DC-6A der US-amerikanischen Northeast Airlines (N34954) kurz nach dem Start vom Flughafen New York-LaGuardia Bäume auf Rikers Island und schlug daraufhin 60 Sekunden nach dem Abheben auf dem Boden auf. Von den 101 Personen an Bord starben 20 (siehe auch Northeast-Airlines-Flug 823).[42]

- Am 28. November 1957 machte die Besatzung mit einer Douglas DC-6B der Scandinavian Airlines (SE-BDP) bei einem Trainingsflug auf dem Flughafen Norrköping (Schweden) eine Bauchlandung. Das Flugzeug brannte aus. Alle fünf Besatzungsmitglieder, die einzigen Insassen, überlebten den Unfall.[43]

- Am 1. Februar 1958 kollidierte eine Douglas DC-6/C-118A der United States Air Force (USAF) (53-3277) im Steigflug unter Sichtflugbedingungen mit einer Lockheed P2V-5F Neptune der US Navy auf einem Trainingsflug. Die DC-6 war auf dem Flughafen Long Beach (Kalifornien, USA) gestartet, und beide Maschinen stürzten im 11 Kilometer nordöstlich davon gelegenen Norwalk ab. Alle 41 Insassen der DC-6, sechs Besatzungsmitglieder und 35 Passagiere, wurden getötet. In der Neptune wurden 6 der 8 Insassen getötet, ebenso wie eine Person am Boden.[44]

- Am 19. Februar 1958 wurde bei der Bruchlandung einer Douglas DC-6B der niederländischen KLM (PH-DFK) auf dem Flughafen Kairo-Almaza ein Besatzungsmitglied tödlich verletzt (siehe auch KLM-Flug 543).[45]

- Am 10. Juni 1958 überdrehte an einer Douglas DC-6 der Aerolineas Argentinas (LV-ADV) der Propeller Nr. 4 (rechts außen); das Triebwerk musste abgestellt werden. Bald danach entstanden Vibrationen am Triebwerk Nr. 2 (links innen), welches auch abgestellt wurde. Da die Maschine nun kontinuierlich an Höhe verlor, wurde eine Notlandung auf dem Strand von Ilha Grande (Brasilien) durchgeführt. Alle 22 Insassen, sechs Besatzungsmitglieder und 16 Passagiere, überlebten den Unfall. Das Flugzeug wurde irreparabel beschädigt.[46]

- Am 27. Juni 1958 wurden mit einer Douglas DC-6/C-118A der United States Air Force (USAF) (51-3822) geheime Technologie und CIA-Personal von Zypern nach Teheran (Iran) transportiert. Die Maschine geriet vom Kurs ab und wurde nach Eindringen in den Luftraum Armeniens von zwei sowjetischen Mikojan-Gurewitsch MiG-17 beschossen. Das Ganze endete mit einer Bruchlandung in Aserbaidschan. Alle 9 Insassen überlebten den Unfall.[47]

- Am 28. August 1958 verunglückte eine Douglas DC-6B der US-amerikanischen Northwest Airlines (N575) beim Start vom Flughafen Minneapolis-Saint Paul (Minnesota, USA). Alle 62 Insassen, vier Besatzungsmitglieder und 58 Passagiere, überlebten den Unfall. Nach der erfolgreichen Evakuierung ging das Flugzeug in Flammen auf. Es wurde irreparabel beschädigt. Der Unfall wurde auf Unaufmerksamkeit der Piloten beim Start unter schlechten Sichtverhältnissen zurückgeführt.[48]

- Am 26. Dezember 1958 geriet eine Douglas DC-6B der französischen Union Aéromaritime de Transport (UAT) (F-BGTZ) beim Start vom Flughafen Salisbury (heute Harare) in 15 Metern Höhe während eines sich nähernden Gewitters in eine Böenwalze und verlor dadurch immer weiter an Geschwindigkeit. Trotz Vollgas sank sie wieder zu Boden und fing Feuer. Die Maschine sollte, von Johannesburg kommend, nach dieser Zwischenlandung am Unfallort weiter nach Brazzaville und dann über Nizza nach Paris fliegen. Drei der siebzig Insassen kamen ums Leben.[49]

- Am 1. April 1959 stürzte eine Douglas DC-6/C-118A der United States Air Force (USAF) (53-3250) nach einer Notsituation während des Fluges bei Orting (Washington, USA) in mit Büschen bewachsene Hügel. Die Maschine war von der 25 Kilometer westlich gelegenen McChord Air Force Base gestartet. Alle 4 Besatzungsmitglieder kamen ums Leben.[50]

- Am 22. Juni 1959 löste sich an einer Douglas DC-6A/B der US-amerikanischen Pan American World Airways (N5026K) beim Startlauf auf dem Flughafen Shannon (Irland) ein Propellerblatt. Durch die Unwucht riss das gesamte Triebwerk ab. Nach dem Startabbruch und der Evakuierung breitete sich ein Feuer so weit aus, dass das Flugzeug zerstört wurde. Alle 8 Insassen, sechs Besatzungsmitglieder und 2 Passagiere, die einzigen Insassen auf dem Frachtflug, überlebten den Unfall.[51]

## 1960er-Jahre
- Am 6. Januar 1960 explodierte eine Douglas DC-6B der US-amerikanischen National Airlines (Luftfahrzeugkennzeichen N8225H) über Bolivia (North Carolina, USA) in der Luft, nachdem ein Selbstmörder eine Bombe gezündet hatte. Alle 34 Personen an Bord starben (siehe auch National-Airlines-Flug 2511).[52]

- Am 22. Februar 1960 wurde eine Douglas DC-6/C-118A der US-amerikanischen Alaska Airlines (N11817) im Anflug auf die Elmendorf Air Force Base (Alaska, USA) so weit unter den Gleitpfad geflogen, dass sie 360 Meter vor der Landebahn aufschlug und irreparabel beschädigt wurde. Die Gründe waren zu niedrige Leistungseinstellung, zu weit ausgefahrene Landeklappen und eine exzessive Sinkgeschwindigkeit. All dies hatten der Erste Offizier und der Flugingenieur bemerkt, aber den Kapitän nicht darauf hingewiesen. Alle vier Besatzungsmitglieder, die einzigen Insassen auf dem Überführungsflug, überlebten diesen CFIT (Controlled flight into terrain).[53]

- Am 25. Februar 1960 kollidierte eine Douglas DC-6/R6D-1 der United States Navy (Bu 131582) mit einer Douglas DC-3/C-47A-25-DK der brasilianischen REAL (PP-AXD), die sich im Anflug auf den Flughafen Rio de Janeiro-Santos Dumont befand. Beide Maschinen stürzten ab, wobei 61 Menschen getötet wurden: Alle 26 Menschen an Bord der DC-3 sowie 35 von 38 in der DC-6 starben.[54][55]

- Am 7. September 1960 riss an einer Douglas DC-6 der Aerolíneas Argentinas (LV-ADS), mit der ein Flug von Asunción in Paraguay nach Buenos Aires durchgeführt wurde, der Propeller von Triebwerk Nr. 3 im Flug ab. Die Maschine brach daraufhin in der Luft auseinander und stürzte bei Salto in Uruguay auf ein Feld. Alle 31 Insassen kamen ums Leben (siehe auch Aerolíneas-Argentinas-Flug 205).[56]

- Am 19. September 1960 wurde eine Douglas DC-6A/B der US-amerikanischen World Airways (N90779) 3,7 Kilometer nordöstlich des Startflugplatzes Guam-Agana Naval Air Station (Marianen) in einen Hügel geflogen. Die Maschine befand sich auf einem Charterflug für die US-Luftwaffe nach Wake Island. Bei diesem CFIT, Controlled flight into terrain, wurden 80 der 94 Insassen 28 getötet, 7 Besatzungsmitglieder und 73 Passagiere.[57]

- Am 26. Januar 1961 verschwand eine Douglas DC-6/C-118A der United States Air Force (USAF) (51-17626), auf dem Weg von der Luftwaffenbasis Lajes zur Naval Air Station Argentia (Neufundland), aus ungeklärten Gründen über dem Atlantik. Das Wrack wurde nie gefunden. Alle 23 an Bord befindlichen Personen kamen ums Leben.[58]

- Am 26. März 1961 brannte eine Douglas DC-6A der britischen Cunard Eagle Airways (G-APOM) nach einem Landeunfall auf dem Flughafen Shannon (Irland) aus. Bei einem Touch-and-Go wurde das Fahrwerk eingefahren, obwohl die Maschine noch am Boden rollte. Die Maschine befand sich auf einem Trainingsflug. Alle sechs Besatzungsmitglieder, die einzigen Insassen, überlebten.[59]

- Am 19. Juli 1961 brach eine Douglas DC-6 der Aerolíneas Argentinas (LV-ADW) 12 Kilometer westlich von Pardo (Provinz Buenos Aires, Argentinien) im Steigflug aufgrund starker Turbulenzen in einer Höhe von 4800 m auseinander. Alle 67 Insassen starben (siehe auch Aerolíneas-Argentinas-Flug 644).[60]

- Am 21. Juli 1961 wurde eine Douglas DC-6A der US-amerikanischen Alaska Airlines (N6118C) im Anflug auf die Shemya Air Force Base (Alaska, USA) 60 Meter vor der Landebahn in eine Böschung geflogen. Nach dem Aufprall brach ein Feuer aus, und der größte Teil des Wracks verbrannte. Als hauptsächliche Unfallursachen wurden festgestellt: Das Fehlen von Anflug- und Landebahnbefeuerung und das Versäumnis des GCA-Lotsen, den Piloten in den letzten Phasen des Anflugs mehr positive Hinweise zu geben. Bei diesem CFIT (Controlled flight into terrain) wurden alle 6 Besatzungsmitglieder getötet, die einzigen Insassen auf dem Frachtflug.[61]

- Am 10. September 1961 stürzte eine Douglas DC-6B der US-amerikanischen President Airlines (N90773) etwa eine Minute nach dem Abheben vom Flughafen Shannon (Irland) ab. Die Maschine sollte nach Gander (Neufundland) fliegen und geriet in eine immer steiler werdende Linkskurve, bis sie schließlich mit etwa 90° Schräglage 1500 Meter von der Startbahn entfernt in den Fluss Shannon stürzte. Alle 83 Menschen an Bord, 6 Besatzungsmitglieder und 77 Passagiere, kamen ums Leben. Als Ursache dieses drittschwersten Unfalls einer DC-6 wird ein technischer Defekt angenommen.[62]

- Am 18. September 1961 stürzte eine im UN-Einsatz befindliche Douglas DC-6 der Transair Sweden (SE-BDY) mit dem UNO-Generalsekretär Dag Hammarskjöld und 15 weiteren Personen an Bord nahe dem Flughafen Ndola, Rhodesien (heute Sambia), an der Grenze zwischen der kongolesischen Provinz Katanga und Rhodesien ab. Alle Insassen wurden getötet. Es gibt Hinweise, dass die Maschine abgeschossen wurde.[63]

- Am 15. November 1961 kollidierte eine Douglas DC-6B der US-amerikanischen National Airlines (N8228H) auf dem Flughafen Boston-Logan (USA) mit einer gerade auf einer kreuzenden Bahn landenden Vickers Viscount 798D der ebenfalls US-amerikanischen Northeast Airlines (N6592C). Die Piloten der DC-6 waren ohne Startfreigabe gestartet. Beitragender Faktor war die mangelhafte Überwachung der Bahnen durch die Fluglotsen. Alle 30 Insassen der DC-6, 5 Besatzungsmitglieder und 25 Passagiere, überlebten, ebenso die 45 der Viscount. Beide Flugzeuge wurden irreparabel beschädigt.[64]

- Am 8. März 1962 wurde eine Douglas DC-6B der italienischen Società Aerea Mediterranea (I-DIMO) im Anflug auf den Flughafen Rom-Ciampino (Italien) gegen den Monte Velino geflogen. Die Maschine befand sich auf dem Rückflug von Khartum. Durch diesen CFIT (Controlled flight into terrain) wurden alle 5 Besatzungsmitglieder getötet, die einzigen Insassen auf dem Frachtflug.[65]

- Am 15. März 1963 kollidierte eine Douglas DC-6B der Lloyd Aéreo Boliviano (CP-707) auf Flug 915 bei schlechtem Wetter mit dem 6074 m hohen Berg Chachacomani (Bolivien). Die Piloten waren auf einem Sichtflug und flogen dennoch unter Instrumentenflugbedingungen. Durch diesen CFIT (Controlled flight into terrain) wurden alle 39 Insassen getötet.[66]

- Am 7. April 1963 verunglückte eine Douglas DC-6B der Syrian Arab Airlines (YK-AEB) beim Start vom Flugplatz der Stadt Hama (Syrien). Nähere Einzelheiten sind nicht bekannt. Dabei kam eine Person an Bord ums Leben.[67][68]

- Am 13. April 1963 verunglückte eine Douglas DC-6B der dänischen Sterling Airways (OY-EAP) bei der Landung am Flughafen Kopenhagen-Kastrup. Das Flugzeug war auf einem Überführungsflug aus Las Palmas mit nur drei laufenden Triebwerken. Kurz vor der Landebahn waren Flughöhe und Geschwindigkeit zu weit abgesunken. Beim Versuch des Durchstartens mit drei Triebwerken kippte das Flugzeug scharf nach rechts und schlug mit der Tragflächenspitze 50 Meter neben der Landebahn auf, woraufhin die Tragfläche brach. Die dreiköpfige Flugbesatzung überlebte, die Maschine wurde zerstört.[69]

- Am 3. Mai 1963 wurde eine Douglas DC-6B der Air Afrique (F-BIAO) auf dem Weg vom Flughafen Douala (Kamerun) nach Lagos (Nigeria) 60 Kilometer nordnordwestlich von Douala in den Kamerunberg geflogen. Die Maschine befand sich noch im Steigflug, als sie in knapp 2000 Meter Höhe mit dem Vulkan kollidierte. Alle 55 Insassen wurden bei diesem CFIT, Controlled flight into terrain getötet.[70]

- Am 2. Oktober 1964 wich eine Douglas DC-6B der französischen Union de Transports Aériens (UTA) (F-BHMS) auf dem Flug vom Flughafen Palma de Mallorca nach Port-Étienne (heute Nouadhibou, Mauretanien) vom Kurs ab und kollidierte etwa 90 Minuten nach dem Start mit dem 3371 Meter hohen Alcazaba in Spanien. Alle 80 Insassen (73 Passagiere und 7 Besatzungsmitglieder) kamen ums Leben. Die Unfallursache wurde nie geklärt.[71]

- Am 6. Februar 1965 wurde eine Douglas DC-6B der LAN Chile (heutigen LATAM Airlines) (CC-CCG) auf dem Flug vom Flughafen Santiago de Chile-Los Cerrillos nach Buenos Aires-Ezeiza während des Steigfluges in 3600 Meter (12.000 Fuß) Höhe gegen den Schichtvulkan San José geflogen, 80 Kilometer ostsüdöstlich von Santiago de Chile. Unfallursache war ein gesteuerter Flug ins Gelände (CFIT). Mit 87 Todesopfern war es der zweitschwerste Unfall einer DC-6.[72]

- Am 23. April 1965 wurde eine Douglas DC-6A der US-amerikanischen AAXICO Airlines (N6541C) in 3108 Metern Höhe gegen einen Gletscher auf der Westflanke des 4392 Meter hohen Mount Rainier (Washington, USA) geflogen. Obwohl die Piloten auf einem Flug nach Sichtflugregeln unterwegs waren, befanden sie sich in Instrumentenflugbedingungen. Durch diesen CFIT (Controlled flight into terrain) wurden alle 5 Besatzungsmitglieder getötet, die einzigen Insassen auf dem Frachtflug.[73]

- Am 10. Mai 1965 setzten die Piloten einer Douglas DC-6A der US-amerikanischen Aaxico Airlines (N6579C) ihren Anflug auf die Whiteman Air Force Base (Missouri, USA) fort, obwohl mitten durch die Anfluglinie eine Gewitterfront verlief. Die Maschine schlug 1280 Meter vor der Landebahn und 225 Meter neben der Anfluggrundlinie in Bäume ein. Das Flugzeug zerbrach und kam 350 Meter weiter zum Stillstand. An den linken Treibstofftanks brach ein Feuer aus. Alle drei Besatzungsmitglieder, die einzigen Insassen auf dem Frachtflug, überlebten den Unfall.[74]

- Am 6. Juni 1965 brach an einer Douglas DC-6B der philippinischen Filipinas Orient Airways (PI-C950) beim Start auf dem Flughafen Mactan-Cebu (Philippinen) das Fahrwerk zusammen. Alle Insassen überlebten den Unfall. Das Flugzeug wurde irreparabel beschädigt.[75]

- Am 8. Juli 1965 starben alle 52 Insassen einer Douglas DC-6B der Canadian Pacific Air Lines (CF-CUQ), nachdem das Heck des Flugzeugs durch eine Bombenexplosion vom Rumpf getrennt wurde. Die Maschine befand sich auf dem Flug von Vancouver nach Prince George (siehe auch Canadian-Pacific-Air-Lines-Flug 21).[76]

- Am 17. Oktober 1965 fuhr an einer Douglas DC-6 der US-amerikanischen United Airlines (N37519) beim Startlauf auf dem Flughafen Huntsville (Alabama, USA) das Bugfahrwerk ein. Beim Startabbruch rutschte die Maschine noch 83 Meter über das Startbahnende hinaus und wurde irreparabel beschädigt. Alle 16 Insassen, fünf Besatzungsmitglieder und 11 Passagiere, überlebten den Unfall.[77]

- Am 18. Februar 1966 verunglückte eine Douglas DC-6B der Belgian International Air Services (OO-ABG) bei der Landung auf dem Flughafen Mailand-Malpensa. Zum Zeitpunkt des Unfalls herrschten mit 250 Metern schlechte Sichtbedingungen weit unter den vorgeschriebenen Minima. Das Frachtflugzeug kollidierte mit Bäumen und ging in Flammen auf. Die in Brüssel gestartete Maschine war mit 214 Kälbern beladen. Alle 4 Insassen, die drei Besatzungsmitglieder und ein Passagier, wurden getötet.[78]

- Am 10. März 1966 stürzte eine Douglas DC-6A der libanesischen Trans Mediterranean Airways (OD-AEL) auf einem Frachtflug von Beirut nach Frankfurt im Parnon-Gebirge (Griechenland) ab. Alle 5 Besatzungsmitglieder wurden getötet, die einzigen Insassen.[79]

- Am 30. Juni 1966 geriet eine Douglas DC-6 der TAN Honduras (HR-TNG) bei der Landung auf dem Flughafen Tegucigalpa (Honduras) während starker Winde von der Landebahn ab und in einen Drainagegraben. Dabei wurde das Fahrwerk ruiniert. Ein paar Monate später wurde die Maschine verschrottet. Alle drei Besatzungsmitglieder, die einzigen Insassen auf dem Frachtflug, überlebten den Unfall.[80]

- Am 24. Januar 1967 verunglückte eine Douglas DC-6B der ägyptischen United Arab Airlines (SU-ANL) bei der Landung auf dem Flughafen al-Hudaida (Nordjemen). Durch fehlerhafte Betätigung des Umkehrschubs geriet das Flugzeug von der Landebahn ab und machte einen Ringelpiez, wobei das Fahrwerk zusammenbrach. Alle Insassen überlebten den Unfall. Die Maschine wurde irreparabel beschädigt.[81]

- Am 24. Januar 1967 geriet eine Douglas DC-6 der US-amerikanischen Saturn Airways (N74841) nach der Landung auf dem Flughafen Oakland (Kalifornien, USA) von der Landebahn ab. Auf dem Trainingsflug war der Umkehrschub asymmetrisch betätigt worden. Das Flugzeug wurde irreparabel beschädigt. Alle vier Besatzungsmitglieder überlebten den Unfall.[82]

- Am 30. Januar 1967 kam es an einer Douglas DC-6 der Mexicana de Aviación (XA-LAU) im Endanflug auf den Flughafen Mérida (Mexiko) zu einem Strömungsabriss, da der Umkehrschub zu früh betätigt worden war. Die Maschine schlug auf dem Boden auf und wurde irreparabel beschädigt. Alle 29 Insassen, drei Besatzungsmitglieder und 26 Passagiere, überlebten den Unfall.[83]

- Am 31. Januar 1967 wurde eine Douglas DC-6A der US-amerikanischen Saturn Airways (N640NA) im Anflug auf die San Antonio-Kelly Air Force Base (Texas, USA) 340 Meter unter den Gleitpfad geflogen, flog durch Bäume und prallte gegen eine Klippe. Durch diesen CFIT (Controlled flight into terrain) wurden alle 3 Besatzungsmitglieder getötet, die einzigen Insassen auf dem Frachtflug.[84]

- Am 24. Februar 1967 führte die Besatzung einer Douglas DC-6B der US-amerikanischen Northeast Airlines (N8224H) nach einer explosiven Dekompression eine Notlandung in New York durch. Alle 14 Insassen überlebten. Aufgrund der Schadenshöhe wurde das Flugzeug als Totalverlust abgeschrieben.[85]

- Am 20. Februar 1967 ließen sich an einer Douglas DC-6 der SAHSA – Servicio Aéreo de Honduras SA (HR-SAS) bei der Landung auf dem Flughafen Tegucigalpa (Honduras) die Propeller nicht in den Umkehrschub bringen. Bei der Vollbremsung platzten die beiden äußersten Reifen des Hauptfahrwerks. Kurz vor dem Ende der Landebahn wurde ein Ringelpiez (Luftfahrt) versucht. Die DC-6 kam von der Landebahn ab, das Bugfahrwerk stürzte in einen Graben, gefolgt vom linken Hauptfahrwerksbein. Der Kraftstofftank der linken Tragfläche platzte und das Flugzeug fing Feuer. Von den 55 Insassen kamen 4 Passagiere ums Leben.[86]

- Am 23. Dezember 1967 landete eine Douglas DC-6B der dänischen Sterling Airways (OY-EAN) hart auf der Landebahn am Flughafen Göteborg/Torslanda. Bei diesem zweiten Anflugversuch wurde die Maschine irreparabel beschädigt. Es gab keine Verletzten.[87]

- Am 8. März 1968 (GMT) flog eine Douglas DC-6B der französischen Luftstreitkräfte (Armée de l’air) (43748) in einen Hügel. Die Piloten waren beim Nachtstart vom Flughafen Réunion nicht dem vorgeschriebenen Abflugverfahren gefolgt. Von den 17 Insassen wurden 16 getötet.[88]

- Am 29. August 1968* verunglückte eine Douglas DC-6/C-118A der United States Air Force (USAF) (53-3243) am Flughafen Trabzon (Türkei). Das Flugzeug wurde irreparabel beschädigt. Über Personenschäden ist nichts bekannt. * Abweichend wird auch der 7. Juli 1968 als Unfalldatum genannt.[89]

- Am 7. November 1968 schlug eine Douglas DC-6A/B der argentinischen Luftstreitkräfte (TC-55) 6 Kilometer vor der Landebahn am Flughafen Mar del Plata (Argentinien) auf und wurde irreparabel beschädigt. Alle 24 Insassen, Besatzungsmitglieder und Passagiere, überlebten den Unfall.[90]

- Am 28./29. Dezember 1968 landeten israelische Kommandos auf dem Flughafen Beirut und sprengten 14 Flugzeuge verschiedener libanesischer Fluggesellschaften sowie Treibstofflager als Vergeltung für einen palästinensischen Angriff auf ein israelisches Flugzeug am 26. Dezember 1968 in Athen. Dabei wurde auch die Douglas DC-6A/B OD-AEY der Trans Mediterranean Airways (TMA) zerstört.[91]

- Am 2. April 1969 wurde eine geparkte Douglas DC-6B der Air Vietnam (XV-NUC) auf dem damaligen Flugplatz von Huế, Südvietnam, zerstört. Personen kamen dabei offenbar nicht zu Schaden.[92]

- Am 7. Mai 1969 stürzte eine Douglas DC-6A/C der schweizerischen Balair (HB-IBT) 11 Kilometer vor der verdunkelten Urwaldpiste Uli Airstrip (Biafra) ab. Das Flugzeug und mehr als 10 Tonnen Lebensmittel und Hilfsgüter verbrannten. Die Maschine kam als Hilfsflug im Auftrag des Internationalen Komitees vom Roten Kreuz (IKRK) aus Cotonou. Alle 4 Besatzungsmitglieder, die einzigen Insassen auf dem Frachtflug, kamen ums Leben.[93]

- Am 18. Mai 1969 brannte eine Douglas DC-6A/C der französischen Luftstreitkräfte (Armée de l’air) (FrAF 45481/82PX) auf dem Flughafen Tahiti-Faaa (Französisch-Polynesien) aus. Personen kamen nicht zu Schaden.[94]

- Am 2. Juni 1969 wurde eine Douglas DC-6 der isländischen Flughjalp (TF-AAE) auf dem Uli Airstrip (Biafra) durch einen Raketenangriff der nigerianischen Luftwaffe so stark beschädigt, dass sie nach einer mühsamen Überführung zum Flughafen São Tomé am Folgetag dort verschrottet werden musste.[95] Personen kamen nicht zu Schaden.[96]

- Am 20. August 1969 wurde eine Douglas DC-6 der Mexicana de Aviación (XA-MOO) bei der Landung auf dem Flughafen Tuxtla Gutiérrez (Mexiko) irreparabel beschädigt. Über Personenschäden ist nichts bekannt.[97]

- Am 26. September 1969 kollidierte eine Douglas DC-6B der Lloyd Aéreo Boliviano (CP-698) in einer Höhe von ungefähr 4.700 Metern (15.500 Fuß) mit dem Berg Choquetanga (Quimsa Cruz), 176 Kilometer südöstlich von La Paz (Bolivien). Das Flugzeug war auf dem Weg von Santa Cruz de la Sierra zum Flughafen La Paz. An Bord befanden sich 16 Teammitglieder der Fußballmannschaft Club The Strongest. Alle 74 Insassen starben, fünf Besatzungsmitglieder und 69 Passagiere.[98]

- Am 2. November 1969 war eine Douglas DC-6A der skandinavischen Joint Church Aid (LN-FOM) gerade auf der Urwaldpiste Uli Airstrip (Biafra) gelandet, als der Flugplatz durch die nigerianische Luftwaffe bombardiert wurde. Die Maschine hatte 5 Tonnen Babynahrung und 6 Tonnen Fisch geladen; sie brannte samt ihrer Hilfsgüter vollständig aus. Alle 5 Insassen, drei Besatzungsmitglieder und zwei Passagiere, überlebten den Totalschaden.[99]

- Am 8. Dezember 1969 wurde eine intakte Douglas DC-6B der griechischen Olympic Airlines (SX-DAE) 40 km südöstlich des Flughafens Athen-Ellinikon beim Anflug in einen Berg geflogen. Alle 90 Insassen wurden getötet, fünf Besatzungsmitglieder und 85 Passagiere. Unfallursache war ein gesteuerter Flug ins Gelände (CFIT). Mit 90 Todesopfern war es der schwerste Unfall einer DC-6.[100]

- Am 22. Dezember 1969 kam es in einer Douglas DC-6B der Air Vietnam (B-2005) im Anflug auf den damaligen Flugplatz Nha Trang (Vietnam) zu einer Explosion in der vor der linken Tragfläche gelegenen Toilette. Dadurch fiel das Hydrauliksystem aus, was zu einer Landung ohne Landeklappen mit hoher Geschwindigkeit führte. Nach dem Aufsetzen sprang das Flugzeug wieder hoch, überrollte nach dem zweiten Aufsetzen das Landebahnende und rammte einen Betonpfeiler sowie Unterkünfte. Die von einer taiwanischen Fluggesellschaft gemietete Maschine fing Feuer und brannte aus. Von den 77 Insassen kamen 10 Passagiere ums Leben, außerdem wurden 24 Menschen am Boden getötet.[101]

## 1970er-Jahre
- Am 12. März 1970 überrollte eine Douglas DC-6B der Ethiopian Airlines (Luftfahrzeugkennzeichen ET-AAY) bei der Landung auf dem Flughafen Asmara (Äthiopien) das Landebahnende und ging in Flammen auf. Es wurde gemeldet, dass die Schubumkehr nicht funktionierte. Alle drei Besatzungsmitglieder und ein Passagier, die einzigen Insassen auf dem Frachtflug, überlebten den Unfall.[102]

- Am 25. August 1970 wurde eine Douglas DC-6 der mexikanischen SAESA – Servicios Aéreos Especiales SA (XA-SAR) bei Bahía Tortugas (Mexiko) irreparabel beschädigt. Nähere Einzelheiten sind derzeit nicht verfügbar. Über Personenschäden ist nichts bekannt.[103]

- Am 2. August 1974 stürzte eine Douglas DC-6B Tanker der kanadischen Conair Aviation (CF-PWA) bei einem Feuerlöscheinsatz nahe dem Flughafen Kamloops (British Columbia, Kanada) ab. Alle 3 Besatzungsmitglieder, die einzigen Insassen, kamen ums Leben.[104]

- Am 5. November 1970 brach an einer Douglas DC-6B der griechischen Olympic Airways (SX-DAI) bei der Landung auf dem Flughafen Korfu (Griechenland) das Bugfahrwerk zusammen. Das Flugzeug geriet von der Landebahn 35 ab und kam knapp 140 Meter links davon zum Stillstand. Es wurde irreparabel beschädigt. Alle 67 Insassen, fünf Besatzungsmitglieder und 62 Passagiere, überlebten den Unfall.[105]

- Am 20. Dezember 1970 musste eine Douglas DC-6B der belgischen Sobelair (OO-CTL) mit einem Hydraulik-Ausfall auf dem Flughafen Málaga (Spanien) landen. Nur das Bugfahrwerk und das linke Hauptfahrwerk waren ausgefahren. Die Maschine geriet nach links von der Landebahn ab und wurde irreparabel beschädigt. Alle 7 Besatzungsmitglieder, die einzigen Insassen auf dem Frachtflug, überlebten den Unfall.[106]

- Im März 1971 (genaues Datum unbekannt) verunglückte eine Douglas DC-6 der guatemaltekischen Aviateca (TG-ABA) an einem unbekannten Ort in Guatemala. Nähere Einzelheiten sind derzeit nicht verfügbar. Über Personenschäden ist nichts bekannt.[107]

- Am 28. April 1971 musste eine Douglas DC-6B/C-118 der Força Aérea Brasileira (FAB 2414) zum Flughafen Manaus/Ponta Pelada (Brasilien) zurückkehren, da starke Triebwerksvibrationen auftraten. Nach der Landung ging eines der rechten Triebwerke in Flammen auf. Das Feuer griff auf den Rumpf über. Von den 85 Insassen kamen 16 ums Leben. Das Flugzeug wurde irreparabel beschädigt.[108]

- Am 17. Juni 1971 wurde eine Douglas DC-6 der bolivianischen SAVCO (Servicios Aereos Virgen de Copacabana) (CP-926) etwa 14 Kilometer nordöstlich von Putre (Chile) in einer Höhe von 18.000 Fuß (rund 5.500 Meter) in die Vulkankette Nevados de Putre geflogen. Die Maschine befand sich auf einem Flug nach Sichtflugregeln vom Flughafen Santa Cruz (Bolivien) nach Arica (Chile). Die Piloten flogen jedoch in Instrumentenflugbedingungen, waren bereits am Zielort vorbeigeflogen und befanden sich 95 Kilometer abseits der geplanten Strecke. Durch diesem CFIT (Controlled flight into terrain) wurden alle 6 Insassen getötet, die vier Besatzungsmitglieder und die beiden Passagiere.[109]

- Am 19. Oktober 1971 wurde eine Douglas DC-6B der chilenischen LADECO – Línea Aérea Del Cobre (HI-146) gegen den Mount Santa Elena (Argentinien) geflogen, während das Triebwerk Nr. 1 (links) abgestellt war. Das Flugzeug befand sich auf dem Weg von Mendoza (Argentinien) nach Santiago de Chile. Bei diesem CFIT (Controlled flight into terrain) wurden alle 3 Besatzungsmitglieder getötet, die einzigen Insassen auf dem Frachtflug.[110]

- Am 22. Oktober 1971 wurde eine Douglas DC-6B der französischen Europe Aéro Service (EAS) (F-BNUZ) bei einer sehr harten Landung auf dem Flughafen Nizza (Frankreich) irreparabel beschädigt. Personen kamen nicht zu Schaden.[111]

- Am 1. Februar 1972 wurde mit einer Douglas DC-6 der Royal Air Lao (XW-PEH) bei Tegal (Java, Indonesien) eine Notlandung gemacht. Die Besatzung hatte sich verflogen, woraufhin der Treibstoff ausgegangen war. Von den 9 Insassen wurden 6 getötet, ein Besatzungsmitglied und 5 Passagiere.[112]

- Am 10. April 1972 war eine Douglas DC-6B der Inair Panama (HP-539) im Anflug auf die Manaus Air Force Base (Brasilien) falsch ausgerichtet und zu hoch. Mit einer zu hohen Sinkgeschwindigkeit prallte das Bugfahrwerk 12 m vor der Landebahn gegen einen Wall und kollabierte. Das Flugzeug rutschte auf die Landebahn und kam nach 300 m zum Stillstand. Es wurde irreparabel beschädigt. Alle 3 Besatzungsmitglieder, die einzigen Insassen auf dem Frachtflug, überlebten den Unfall.[113]

- Am 27. Januar 1973 stürzte eine Douglas DC-6A der TAN Honduras (HR-TNO) 16 Kilometer nördlich des Flughafens Tegucigalpa (Honduras) ab und ging in Flammen auf. Alle 3 Besatzungsmitglieder, die einzigen Insassen auf dem Frachtflug, kamen ums Leben.[114]

- Am 14. Juli 1973 wurde eine Douglas DC-6B der Faucett Perú (OB-R-920) an einem unbekannten Ort im Distrikt Tambillo (Peru) irreparabel beschädigt. Nähere Einzelheiten sind derzeit nicht verfügbar. Über Personenschäden ist nichts bekannt.[115]

- Am 25. Oktober 1973 begann eine Douglas DC-6A der US-amerikanischen Span East Airlines (N614SE), die von Georgetown (Guyana) kam, etwa eine Stunde vor dem Ziel Flughafen Miami (Florida, USA) in zunehmendem Tempo aus dem Tank Nr. 3 Treibstoff zu verlieren. Nachdem die Triebwerke Nr. 1 und 4 die Leistung verloren hatten, entschied der Kapitän, etwa 25 Kilometer vor dem Ziel in der Biscayne Bay notzuwassern. Alle drei Besatzungsmitglieder, die einzigen Insassen auf dem Frachtflug, überlebten den Unfall.[116]

- Am 11. Dezember 1973 wurde eine Douglas DC-6/R6D-1 der US Navy (Bu 131615) 65 Kilometer nordöstlich des Zielflughafens Adak (Alaska, USA) in einer Höhe von 4700 Fuß (1430 Metern) gegen einen Berg auf Great Sitkin Island geflogen. Durch diesen CFIT (Controlled flight into terrain) wurden alle 10 Insassen getötet.[117]

- Am 2. Januar 1974 brannte eine Douglas DC-6B, privat zugelassen auf Yvonne A. Culbertson (OH-KDC), auf dem Flughafen Antwerpen (Belgien) vollständig aus. Die Maschine war vorher lange bei der finnischen Karair geflogen. Personen kamen nicht zu Schaden.[118]

- Am 6. Februar 1974 brach an einer Douglas DC-6A der bolivianischen ALCON (Aerolineas Comerciales Nacionales) (CP-947) während des Steigflugs ein Feuer im Triebwerk Nr. 4 (rechts außen) aus. Die Piloten kehrten zum Startflugplatz San Juan (Bolivien) zurück. Nach einer normalen Landung brach die Maschine nach etwa 950 Metern nach links aus, verließ die Landebahn und kam 80 Meter von der Landebahnkante zum Stillstand, nachdem das Bugfahrwerk zusammengebrochen war. Das Flugzeug wurde irreparabel beschädigt. Alle 4 Besatzungsmitglieder, die einzigen Insassen des Frachtfluges, überlebten den Unfall.[119]

- Am 6. Mai 1974 kollidierte eine Douglas DC-6A der isländischen Fragtflug (TF-OAE) im Anflug auf den Flughafen Nürnberg (Bayern) etwa 4 km vor der Landebahn einige Bäume und stürzte dann in Rückenlage ab. Möglicher Grund war Vereisung; außerdem wurde bei der Obduktion des betrunkenen Kapitäns eine Blutalkoholkonzentration festgestellt, die zwischen 1,2 und 2,5 Promille lag. Alle drei Besatzungsmitglieder, die einzigen Insassen des aus Nizza kommenden Frachtflugs, wurden getötet (siehe auch Flugunfall einer Douglas DC-6 der Fragtflug bei Nürnberg).[120]

- Am 4. Oktober 1974 verunglückte eine Douglas DC-6B der belgischen Delta Air Transport (OO-VGB) beim Start auf dem Flughafen Southend Municipal (England). Der Flugingenieur hatte das Fahrwerk eingefahren, kurz bevor die Maschine abheben sollte und sich gerade noch auf der Startbahn befand. Alle 105 Insassen, sechs Besatzungsmitglieder und 99 Passagiere, überlebten den Unfall. Das Flugzeug wurde als Totalverlust abgeschrieben.[121]

- Am 16. Februar 1975 verloren an einer Douglas DC-6BF der US-amerikanischen Pacific Alaska Airlines (N77DG) kurz nach dem Start von der Startbahn 10 am Flughafen Fairbanks (Alaska, USA) drei Triebwerke die Leistung. Beim Versuch der Rückkehr stürzte die Maschine 2 Kilometer nördlich der Landebahn 19 ab. Offensichtlich war das Flugbenzin verunreinigt gewesen. Alle 3 Besatzungsmitglieder, die einzigen Insassen auf dem Frachtflug, kamen ums Leben.[122]

- Am 10. Juli 1975 drehte ein Frachtflugzeug des Typs Lockheed L-188AF Electra der Aerocondor Colombia (HK-1976) kurz nach dem Abheben vom Flughafen Bogota-Eldorado plötzlich nach rechts, sank zurück und stürzte in eine Douglas DC-6F der Aerocosta (HK-756). Beide Flugzeuge fingen Feuer und wurden zerstört. Zwei der vier Besatzungsmitglieder an Bord der Electra kamen ums Leben.[123][124]

- Am 27. Januar 1976 stürzte eine Douglas DC-6A der Aerotécnicos Asociados de México (XA-RIO) fünf Minuten nach dem Start 25 Kilometer nördlich des Flughafens Cozumel (Mexiko) ab. Alle 4 Besatzungsmitglieder, die einzigen Insassen auf dem Überführungsflug, kamen ums Leben.[125]

- Am 4. Februar 1976 stürzte eine Douglas DC-6A/B der kolumbianischen LAC Líneas Aéreas del Caribe (HK-1389) kurz nach dem Start vom Flughafen in Santa Marta (Kolumbien) ins angrenzende Meer. Vorausgegangen waren Triebwerksprobleme. Alle drei Besatzungsmitglieder, die einzigen Insassen des Frachtfluges, kamen ums Leben.[126]

- Am 8. Februar 1976 löste sich an einer Douglas DC-6/YC-112A-DO der US-amerikanischen Mercer Airlines (N901MA) kurz nach dem Start vom Hollywood Burbank Airport (Kalifornien, USA) ein Propellerblatt des Triebwerks Nr. 3 (rechts innen). Das Propellerblatt zerstörte Pneumatik-, Hydraulik- und Notbremsleitungen ebenso wie Bremsklappenleitungen sowie die elektrische Verkabelung der Propellersteuerung und einiger Motorinstrumente. Nach dem Aufsetzen in Burbank gingen die Propeller nicht in den Umkehrschub und der Kapitän startete trotz der desolaten Situation durch und wollte zum Flughafen Van Nuys (Kalifornien, USA) ausweichen. Dabei fiel auch das Triebwerk Nr. 2 (links innen) aus. Damit konnte der Flugplatz nicht mehr erreicht werden, und nun wurde eine Notlandung auf einem Golfplatz versucht, etwa 1,6 Kilometer südlich vom Flugplatz Van Nuys. Dabei sprang die Maschine dreimal wieder hoch und prallte auf ein 61 cm hohes Betonfundament eines teilweise errichteten Gebäudes. Das Flugzeug kam gegen einen in der Nähe geparkten Wohnwagen zum Stillstand. Bei dem zerstörten Flugzeug handelte es sich um den DC-6-Prototyp, der am 15. Februar 1946 erstmals geflogen war (damalige Typenbezeichnung XC-112A). Von den 6 Insassen wurden 3 Besatzungsmitglieder getötet.[127]

- Am 2. Mai 1976 setzte eine Douglas DC-6BF der salvadorianischen TACA International Airlines (YS-35C) bei der Landung auf dem Flughafen Rubelsanto (Guatemala) vor der Landebahn auf und wurde irreparabel beschädigt. Personen kamen nicht zu Schaden.[128]

- Am 13. Oktober 1976 sollte eine Douglas DC-6B der Ethiopian Airlines (ET-AAZ) mit einem stillgelegten Triebwerk Nr. 1 (links außen) zu einem Überführungsflug vom Flughafen Asmara (Äthiopien) gestartet werden. Beim Startlauf drehte die Maschine nach links und rammte eine 1 Meter hohen Startbahnmarkierung aus Beton. Das rechte Hauptfahrwerk riss ab, dennoch wurde das Flugzeug abgehoben. Bei der Rückkehr zum Flughafen waren nur noch die zwei verbliebenen Fahrwerke ausgefahren. Die Maschine wich von der befestigten Landebahn ab, kippte auf die rechte Tragfläche und wurde irreparabel beschädigt. Alle 8 Insassen, zwei Besatzungsmitglieder und 6 Passagiere, überlebten den Unfall.[129]

- Am 24. Juli 1977 stürzte eine Douglas DC-6B der Luftstreitkräfte Chiles (FACh 989) beim Versuch der nächtlichen Landung auf dem Flughafen Puerto Montt El Tepual (Chile) in starkem Regen in einen Sumpf und ging in Flammen auf. Von den 82 Insassen kamen 38 ums Leben, alle 7 Besatzungsmitglieder und 31 Passagiere.[130] Unter den Opfern war der General der Luftstreitkräfte Osvaldo Latorre Holtegel.[131]

- Am 6. Oktober 1977 entstand bei einer Douglas DC-6/C-118A der bolivianischen Aerovias Las Minas (CP-1336) während eines Agrarfluges ein Triebwerksbrand. Bei der Notlandung nahe La China (Bolivien) wurde das Flugzeug irreparabel beschädigt. Alle drei Besatzungsmitglieder überlebten den Unfall.[132]

- Am 17. Februar 1978 musste mit einer Douglas DC-6B der US-amerikanischen Skyways International (N6523C) im flachen Wasser der Laguna de Brus (Honduras) eine Notlandung durchgeführt werden. Dabei wurde das Flugzeug irreparabel beschädigt. Alle Insassen überlebten den Unfall.[133]

- Am 24. Februar 1978 ließ sich an einer Douglas DC-6BF der US-amerikanischen West Indies Air Transport (N6103C) im Anflug auf den Flughafen San Juan (Puerto Rico, USA) das rechte Hauptfahrwerk nicht ausfahren. Die Maschine schleuderte von der Landebahn herunter und kam in einem Abwassergraben 60 Meter rechts von der Landebahn zum Stillstand. Sie wurde irreparabel beschädigt. Alle drei Besatzungsmitglieder, die einzigen Insassen auf dem Frachtflug, überlebten den Unfall.[134]

- Am 29. April 1978 verunglückte eine Douglas DC-6/C-118A der kolumbianischen LAC Líneas Aéreas del Caribe (HK-1705) beim Start etwa einen Kilometer nordwestlich des Startflughafens Bogota-Eldorado (Kolumbien). Nach dem Abheben gewann die Maschine nicht genügend an Höhe, kollidierte mit einem Baum und stürzte ab. Das nur für Frachttransport zugelassene und nicht mit Sitzen ausgerüstete Flugzeug hatte auch neun Passagiere an Bord. Von den 12 Insassen wurden 8 getötet, alle drei Besatzungsmitglieder und 5 der 9 Passagiere.[135]

- Am 5. Mai 1978 wurde eine Douglas DC-6A der Surinam Airways (N3493F) im Anflug auf den Flughafen Suriname/Zanderij (Surinam) bei 200 Metern Sicht 1800 Meter vor der Landebahn in Bäume geflogen. Das Flugzeug wurde irreparabel beschädigt. Diesen CFIT (Controlled flight into terrain) überlebten alle drei Besatzungsmitglieder, die einzigen Insassen auf dem Frachtflug.[136]

- Am 23. Mai 1978 wurde eine Douglas DC-6/C-118A der bolivianischen Transportes Aereos Bolivar (CP-1338) beim Start im Departament Beni (Bolivien) irreparabel beschädigt. Die näheren Umstände sind nicht bekannt. Alle drei Besatzungsmitglieder überlebten den Unfall.[137]

- Am 8. Juni 1978 geriet ein mit Pferden und Kühen beladener und in Miami gestarteter Frachter des Typs Douglas DC-6BF der guatemaltekischen Aviateca (TG-ADA) im Endanflug auf den Flughafen Guatemala-Stadt außer Kontrolle und stürzte auf ein kleines, mitten in einem Wohngebiet gelegenes Fußballfeld. Obwohl sich der Unfall im Stadtgebiet ereignete, kam außer den drei getöteten Besatzungsmitgliedern am Boden niemand zu Schaden. Als Unfallursache wurde eine Schwerpunktverlagerung im Endanflug festgestellt, nachdem sich die nicht ordnungsgemäß festgebundenen Tiere im Frachtraum umherbewegten (siehe auch Flugunfall einer Douglas DC-6 in Guatemala-Stadt 1978).[138]

- Im Juli 1978 (genaues Datum unbekannt) wurde eine Douglas DC-6BF der US-amerikanischen Rosenbalm Aviation (N111AQ) bei einer Hangarexplosion auf dem Flughafen Detroit-Willow Run (Michigan, USA) zerstört. Personen kamen nicht zu Schaden.[139]

- Am 27. August 1978 startete eine Douglas DC-6B der US-amerikanischen New World Air Charter (N122A) vom Flughafen Maskat (Oman). Statt wie vorgeschrieben um 40 Grad nach rechts zu drehen kurvte sie um 40 Grad nach links ein. Dabei wurde sie in den Berg Hameem geflogen. Durch diesen CFIT (Controlled flight into terrain) wurden alle Besatzungsmitglieder getötet, die einzigen Insassen auf dem Frachtflug.[140]

- Am 6. Oktober 1978 wurde eine Douglas DC-6/R6D-1 der US Navy (Bu 131618) beim zweiten Anflug 17 Kilometer südlich vom Flughafen Santiago de Chile in einen Hügel geflogen. Durch diesen CFIT (Controlled flight into terrain) wurden alle 16 Insassen getötet, acht Besatzungsmitglieder und 8 Passagiere.[141]

- Am 6. Dezember 1978 stürzte eine Douglas DC-6 der Fuerza Aérea Mexicana (MexAF TP-0203) aufgrund eines Triebwerksbrandes während des Starts in einen 800 Meter nördlich des Flughafens gelegenen Hochwasserschutzdamm, wo sie explodierte und noch mehrere Stunden lang brannte. Dabei kamen alle sieben Personen an Bord ums Leben. Das Flugzeug hatte sich drei Tage lang zur Reparatur in Omaha befunden und sollte nach San Antonio fliegen, allerdings trat beim Abflug noch immer Öl aus einem Triebwerk aus.[142]

- Am 8. Dezember 1978 verschwand eine Douglas DC-6A/B der kolumbianischen LAC Líneas Aéreas del Caribe (HK-1707) im Gebiet Sierra Cucuy (Kolumbien), 17 Minuten vor der geplanten Landezeit. Die Maschine befand sich auf einem Frachtflug von Port of Spain (Trinidad und Tobago) zum Flughafen Bogota-Eldorado. Alle drei Besatzungsmitglieder, die einzigen Insassen, wurden getötet.[143]

- Am 26. Februar 1979 stürzte eine Douglas DC-6B der Air Gabon (TR-LXN) 11 Kilometer vom Flughafen Moanda (Gabon) entfernt in einen Sumpf. Alle 3 Besatzungsmitglieder, die einzigen Insassen, kamen ums Leben.[144]

- Am 6. Juni 1979 überrollte eine Douglas DC-6BF eines unbekannten nicaraguanischen Betreibers (AN-BFN) in Charleston (West Virginia) (USA) bei der Landung das Landebahnende eines nicht bekannten Flugplatzes. Die Maschine hatte etwa 9100 Kilogramm Marihuana geladen. Der Kapitän war mit der DC-6 nicht vertraut. Das Flugzeug wurde irreparabel beschädigt. Alle drei Insassen überlebten den Unfall.[145]

- Im Juli 1979 (genaues Datum unbekannt) wurde eine Douglas DC-6BF der US-amerikanischen New World Air Charter (N19CA) auf dem Flughafen Larnaka (Zypern) irreparabel beschädigt. Nähere Einzelheiten sind derzeit nicht verfügbar. Personen kamen nicht zu Schaden. Die Maschine wurde im Oktober 1996 verschrottet.[146]

- Am 20. Juli 1979 stürzte eine Douglas DC-6A der US-amerikanischen Kimex Inc. (N43865) beim zweiten Landeversuch auf dem Flughafen Kingston (Jamaika) ab. Beim ersten Versuch des mit Hühnereiern aus Florida beladenen Flugzeugs musste wegen zu großer Anflughöhe durchgestartet werden. Beim zweiten Anlauf flog die Maschine 1,5 Kilometer vor der Landebahn in das dort etwa 3 Meter tiefe Meer. Von den vier Besatzungsmitgliedern, den einzigen Insassen auf dem Frachtflug, kamen ums Leben.[147]

- Am 31. Oktober 1979 stürzte eine Douglas DC-6 der Fuerza Aérea Mexicana (Luftfahrzeugkennzeichen unbekannt) 10 Kilometer vom Flughafen Cozumel (Mexiko) entfernt bei einem Gewitter ins Wasser. Eine andere Meldung spricht von einer DC-4/C-54 als Flugzeugtyp. Alle 3 Besatzungsmitglieder, die einzigen Insassen, kamen ums Leben.[148]

## 1980er-Jahre
- Am 30. Januar 1980 wurde eine Douglas DC-6/C-118B des United States Marine Corps (USMC) (Luftfahrzeugkennzeichen Bu 128426) auf der Naval Air Station Alameda (Kalifornien, USA) in einem Feuer am Boden irreparabel beschädigt. Über Personenschäden ist nichts bekannt.[149]

- Am 15. September 1980 musste an einer Douglas DC-6B der US-amerikanischen JMG Inc (N9018N) im Reiseflug von South Caicos nach Haiti ein Triebwerk wegen Ölmangels abgestellt werden. Später mussten zwei weitere Motoren aus demselben Grund abgestellt werden. Daraufhin musste eine Notwasserung querab von Haiti durchgeführt werden. Von den vier Insassen kamen 3 ums Leben, 2 Besatzungsmitglieder und der einzige Passagier.[150]

- Am 6. Oktober 1980 brach an einer Douglas DC-6BF der Lineas Aereas de Nicaragua (LANICA) (YN-BVI) auf dem Flughafen Panama–Tocumen das Bugfahrwerk zusammen. Das Flugzeug wurde irreparabel beschädigt. Über Personenschäden ist nichts bekannt.[151]

- Am 28. November 1980 wurde eine Douglas DC-6A der US-amerikanischen Miami Air Lease (N844TA) auf einem gaheim gehaltenen Flug nahe Bimini (Bahamas) versehentlich ins Wasser geflogen. wobei sie auseinanderbrach. Bei diesem CFIT (Controlled flight into terrain) wurden 2 der 4 Besatzungsmitglieder getötet.[152]

- Im Jahr 1981 (genaues Datum unbekannt) verunglückte eine Douglas DC-6/C-118A der US-amerikanischen GAF International Service (N2949F) an einem unbekannten Ort auf den Bahamas. Das Flugzeug wurde irreparabel beschädigt. Über Personenschäden ist nichts bekannt.[153]

- Im September 1981 (genaues Datum unbekannt) kollidierte eine Douglas DC-6 eines unbekannten US-amerikanischen Betreibers (N62242) beim Start von einer unbekannten Piste im Nordosten Kolumbiens mit Bäumen und stürzte ab. Mindestens ein Insasse, ein Lader, wurde getötet.[154]

- Am 30. November 1981 fiel an einer Douglas DC-6A der guyanischen, aber US-amerikanisch registrierten Guyana Airways (N3486F) nach dem Start vom Saint Lucia-Castries Vigie Field (St. Lucia) ein Triebwerk aus. Beim Versuch der Rückkehr stürzte das Flugzeug ab. Alle 3 Besatzungsmitglieder, die einzigen Insassen auf dem Frachtflug, kamen ums Leben.[155]

- Am 19. Februar 1982 flog eine Douglas DC-6BF der kolumbianischen LAC Líneas Aéreas del Caribe (Luftfahrzeugkennzeichen HK-1706) in einen 240 Meter hohen Hügel 18 Kilometer nordnordwestlich von Subachoque (Kolumbien). Alle vier Besatzungsmitglieder, die einzigen Insassen des Frachtfluges, wurden getötet.[156]

- Am 1. Oktober 1983 brach in einer Douglas DC-6/C-118A der US Navy (Bu 533257) auf dem Flughafen Keflavík (Island) in einem Hangar ein Feuer aus. Das Flugzeug wurde zerstört. Später wurde ein Verdächtiger festgenommen. Es handelte sich um einen verärgerten Soldaten, der das Kommando in Kürze verlassen wollte. Personen kamen nicht zu Schaden.[157]

- Am 8. Oktober 1983 stürzte eine als privat registrierte Douglas DC-6 (Luftfahrzeugkennzeichen unbekannt) beim Start zu einem Schmuggelflug vom Dorf Monterrubio, Santa Marta (Kolumbien), ab und brannte aus. Das Flugzeug war mit 13.620 Kilogramm Marihuana beladen. Alle 7 Besatzungsmitglieder wurden getötet.[158]

- Im Jahr 1984 (genaues Datum unbekannt) wurde eine Douglas DC-6A/B eines panamaischen Betreibers (HP-1018) irreparabel beschädigt und abgeschrieben. Der Totalschaden ereignete sich an einem unbekannten Ort auf den Bahamas. Über Personenschäden ist nichts bekannt.[159]

- Am 28. April 1984 funktionierte an einer Douglas DC-6/C-118A der US-amerikanischen Intercontinental Aircraft Lease (N92860) das Enteisungssystem nicht richtig. Deshalb wurde zum Flugplatz San Manuel (Arizona, USA) ausgewichen. Im Anflug mit dem in desolatem Zustand befindlichen Flugzeug funktionierten auch die Fahrtmesser nicht, so dass mit viel zu hoher Geschwindigkeit aufgesetzt wurde. Da auch die Schubumkehr defekt war, überrollte die Maschine das Landebahnende und kam in einem Graben zum Stillstand. Nicht verwunderlich wurde das Flugzeug irreparabel beschädigt. Dass der Kopilot für diesen Flug nicht qualifiziert war, überraschte angesichts der Gesamtumstände nur noch wenig. Alle vier Insassen des Überführungsfluges, drei Besatzungsmitglieder und ein Passagier, überlebten den Unfall.[160]

- Am 22. April 1985 wurde eine Douglas DC-6B der französischen Securité Civile (F-ZBAE) nördlich des Flughafens Perpignan (Département Pyrénées-Orientales) während des Anflugs in dichtem Nebel gegen eine felsige Klippe geflogen. Bei diesem CFIT (Controlled flight into terrain) wurden alle 5 Insassen getötet, drei Besatzungsmitglieder und 2 Passagiere.[161]

- Am 7. Juli 1985 kam eine Douglas DC-6/C-118A der US-amerikanischen Northern Pacific Transport (N2878F) beim Start vom Flugplatz Egegik (Alaska, USA) von der Landebahn ab, nachdem es bei der Geschwindigkeit V1 auf eine Bodenwelle aufgeschlagen war. Das Flugzeug prallte gegen eine Böschung und fing Feuer. Alle drei Besatzungsmitglieder, die einzigen Insassen, überlebten den Unfall.[162]

- Am 24. Juli 1985 stürzte eine aus Bogota kommende Douglas DC-6B der Kolumbianischen Luftwaffe (FAC-902) 32 Kilometer nördlich vom Ziel Flughafen Leticia (Kolumbien) in den Dschungel. Die Maschine war aufgrund eines Streiks der Avianca-Piloten im zivilen Inlandsverkehr eingesetzt worden. Auslöser war wohl der Ausfall des Triebwerks Nr. 3 während des Durchflugs eines starken Niederschlagsgebiets. Alle 80 Insassen (76 Passagiere und 4 Besatzungsmitglieder) kamen ums Leben.[163]

- Im Januar 1986 (genaues Datum unbekannt) wurde eine Douglas DC-6BF eines honduranischen Betreibers (HR-AIV) an einem unbekannten Ort irreparabel beschädigt. Über Personenschäden ist nichts bekannt.[164]

- Am 1. Mai 1986 kam es an einer Douglas DC-6 der Luftstreitkräfte von El Salvador (FAS 302) unmittelbar nach dem Start vom Militärflugplatz Ilopango (El Salvador) zu einem Triebwerksbrand. Das Flugzeug stürzte 2,4 Kilometer nördlich des Flugplatzes auf einen Hügel und ging in Flammen auf. Alle 37 Insassen, vier Besatzungsmitglieder und 33 Passagiere, kamen ums Leben.[165]

- Am 19. Juli 1986 kollidierte eine Douglas DC-6B der französischen Securité Civile (F-ZBBU) bei einem Feuerlöscheinsatz 3 Kilometer nordnordwestlich von Cantallops (Spanien) mit einem Berghang. Alle 4 Insassen, zwei Besatzungsmitglieder und 2 Passagiere, kamen ums Leben.[166]

- Im November 1986 (genaues Datum unbekannt) verloren die Triebwerke einer Douglas DC-6A der Carga Aérea Dominicana (HI-251) wegen Treibstoffmangels an Leistung. Das Flugzeug hatte nicht zu wenig Treibstoff an Bord, aber wahrscheinlich waren Rückschlagventile defekt, so dass der Treibstoff versehentlich in einen nicht benutzten Tank umgefüllt wurde. Der Kapitän führte eine Notlandung auf dem zu der Zeit geschlossenen Flughafen South Andros (Bahamas) durch, wobei das Flugzeug irreparabel beschädigt wurde. Die Besatzung kam nicht zu Schaden.[167]

- Am 8. Mai 1987 brach an einer Douglas DC-6BF der bolivianischen Frigorifico Reyes (CP-1650) bei der Landung auf dem Flughafen La Paz-El Alto (Bolivien) das Fahrwerk zusammen. Die Maschine überschlug sich, zerbrach in drei Teile, fing Feuer und wurde zerstört. Alle drei Besatzungsmitglieder, die einzigen Insassen auf dem Frachtflug, überlebten den Unfall.[168]

- Am 21. Dezember 1987 löste sich an einer Douglas DC-6BF der nicaraguanischen Aeronica (YN-BFO) während des Reisefluges über Costa Rica das Triebwerk Nr. 3 (rechts innen) mit einem lauten Knall vom Flugzeug. Daraufhin kam die Feuerwarnung für das benachbarte Triebwerk Nr. 4 an, dessen Propeller sich jedoch nicht in die Segelstellung bringen ließ. Obwohl die Fracht abgeworfen wurde, konnte die Höhe nicht gehalten werden und eine Notwasserung in einem Fluss bei Boca San Carlos (Costa Rica) war unvermeidbar. Alle sechs Besatzungsmitglieder, die einzigen Insassen auf dem Frachtflug, überlebten den Unfall.[169]

- Am 23. Januar 1988 wurde eine Douglas DC-6, die von den US-amerikanischen CIA-geführten Contras betrieben wurde (Luftfahrzeugkennzeichen unbekannt), beim Abwurf von militärischem Nachschub für die örtlichen Terroristen bei San Carlos (Nicaragua) abgeschossen. Wie häufig war die Maschine vom Flugplatz von Islas del Cisne im Nachbarland Honduras aus gestartet. Die USA waren schon 1986 vom Internationalen Gerichtshof in Den Haag für ihre direkte und indirekte militärische Teilnahme am Contra-Krieg zur Beendigung der ungesetzlichen Anwendung von Gewalt gegen Nicaragua und Zahlung von Reparationen verurteilt worden. Von den 10 Besatzungsmitgliedern wurden 9 getötet.[170]

- Am 24. Mai 1988 wurde eine Douglas DC-6B der nicaraguanische Aeronica (YN-CBE) in der Nähe von Cerro Fábrega (Panama) in 2808 Metern Höhe gegen einen Berg geflogen, etwa 700 Meter unterhalb des Gipfels. Durch diesen CFIT (Controlled flight into terrain) wurden alle 6 Insassen getötet, die einzigen Insassen auf dem Frachtflug.[171]

- Am 29. Juni 1988 stürzte eine Douglas DC-6BF der Aerolineas El Salvador – AESA (YS-05C) kurz nach dem Start vom Flughafen San Salvador (El Salvador) ab. Beide Besatzungsmitglieder, die einzigen Insassen auf dem Frachtflug, überlebten den Unfall.[172]

- Am 20. Juli 1988 startete eine Douglas DC-6/C-118A der salvadorianischen TACA International Airlines (N33VX) vom Flughafen San Salvador-Comalapa mit Treibstoff für 7 Stunden an Bord. Nach 4,3 Stunden verloren die Triebwerke 1, 2 und 3 die Leistung. Bei der Notlandung bei Golden Meadow, Louisiana (USA) schlug das Fahrwerk gegen einen Deich, die Tragfläche auf den Boden und das Flugzeug in einem Entwässerungsgraben auf. Bis zum Ziel, dem Flughafen New Orleans, wären es noch 68 Kilometer nordwärts gewesen. Das Flugzeug wurde irreparabel beschädigt. Aufgrund eines offen gelassenen Ablassventils in der Triebwerksgondel Nr. 4 war die ganze Zeit über Treibstoff verloren gegangen. Alle 3 Besatzungsmitglieder, die einzigen Insassen auf dem Frachtflug, wurden getötet (siehe auch Flugunfall einer Douglas DC-6 der TACA in Louisiana 1988).[173]

- Am 25. Februar 1989 wurde eine Douglas DC-6/C-118A, die privat auf den honduranischen Circulo G. Albacian zugelassen war (HR-AKZ), nahe dem Flughafen Tegucigalpa (Honduras) gegen einen Berg geflogen. Durch diesen CFIT (Controlled flight into terrain) wurden alle 10 Insassen getötet, drei Besatzungsmitglieder und 7 Passagiere.[174]

- Am 26. Juni 1989 wurde eine Douglas DC-6/C-118A der kanadischen Conifair Aviation (C-GBYA) während eines Waldbrand-Löscheinsatzes 48 Kilometer südöstlich von Sainte-Anne-des-Monts (Quebec, Kanada) in ansteigendes Gelände geflogen, was die Steigfähigkeit der Maschine überstieg. Alle 4 Besatzungsmitglieder wurden getötet.[175]

- Am 2. Dezember 1989 wurde eine Douglas DC-6A/B der US-amerikanischen Gomes & Warra Aircraft Corp (N371) abseits von George Town (Bahamas) notgewassert. Nähere Einzelheiten sind derzeit nicht verfügbar. Personen kamen nicht zu Schaden.[176]

## 1990er-Jahre
- Am 5. Mai 1990 stürzte ein Frachter des Typs Douglas DC-6BF der US-amerikanischen Aerial Transit Company (Luftfahrzeugkennzeichen N84BL) kurz nach dem Start vom Flughafen Guatemala-Stadt in ein Wohngebiet. Neben den drei Besatzungsmitgliedern kamen 24 Menschen am Boden ums Leben. Die Maschine war auf dem Weg nach Miami, als Triebwerksprobleme entstanden (siehe auch Flugunfall einer Douglas DC-6 in Guatemala-Stadt 1990).[177]

- Am 15. Dezember 1990 verunglückte eine Douglas DC-6B der bolivianischen Frigorifico Santa Rita (CP-1953) in der Nähe des Flugplatzes San Ignacio de Moxos (Bolivien). Die näheren Umstände sind nicht bekannt. Das Flugzeug wurde irreparabel beschädigt und später als Wohnung genutzt. Alle 3 Besatzungsmitglieder, die einzigen Insassen, überlebten.[178]

- Am 10. Februar 1991 mussten die Piloten einer Douglas DC-6/C-118A der kolumbianischen Air Colombia (HK-1702) 16 Kilometer vom Startflughafen Bogota-Eldorado (Kolumbien) entfernt eine Notlandung in einem Feld durchführen. Kurz nach dem Abheben hatte Triebwerk Nr. 1 der Frachtmaschine (links außen) Feuer gefangen, das sich auf Triebwerk Nr. 2 (links innen) ausbreitete. Bei der geglückten Notlandung rollte das Flugzeug noch 400 Meter auf dem Feld, zerbrach dann in zwei Teils und brannte aus. Alle 85 Insassen überlebten: Die Passagiere, 80 auf dem Boden sitzende Soldaten, konnten sich ebenso retten wie die fünfköpfige Besatzung.[179]

- Am 20. Juni 1991 wurde eine Douglas DC-6BF der kolumbianischen Aerosucre (HK-3511X) beim zweiten Anflug auf den Flughafen Barranquilla (Kolumbien) im Nebel 1,5 Kilometer vor der Landebahn in Bäume geflogen und stürzte ab. Die aus Bogota kommende reine Frachtmaschine hatte auch 17 Passagiere an Bord, was natürlich verboten war. Bei diesem CFIT (Controlled flight into terrain) wurden von diesen 2 getötet; die anderen sowie die dreiköpfige Besatzung überlebten.[180]

- Am 14. Januar 1992 wurde eine verunglückte Douglas DC-6 eines unbekannten US-amerikanischen Betreibers (N75257) in der Wüste bei Vizcaíno Baja California Sur (Mexiko) gefunden. Das Kennzeichen war wahrscheinlich gefälscht und die Maschine für Schmuggelflüge benutzt worden. Nähere Einzelheiten sind derzeit nicht verfügbar. Über Personenschäden ist nichts bekannt.[181]

- Am 17. Februar 1992 wurde eine US-amerikanische Douglas DC-6A/B (N72522), beschriftet mit dem falschen Luftfahrzeugkennzeichen XB-JAF, nahe Tlahualilo (Durango, Mexiko) bei einem Unfall irreparabel beschädigt, wobei ein Feuer ausgebrochen war. Die Maschine war auf einem illegalen Flug unterwegs. Alle 4 Besatzungsmitglieder wurden getötet.[182]

- Am 3. März 1992 überrollte eine Douglas DC-6BF der US-amerikanischen Everts Air Fuel (N151) die nur 960 Meter lange, eisbedeckte Landebahn auf dem Flugplatz Selawik (Alaska, USA) mit leichtem Rückenwind. Der Umkehrschub funktionierte nicht, und das Flugzeug kam auf einem zugefrorenen Fluss mit zusammengebrochenem Fahrwerk zum Stillstand. Es wurde irreparabel beschädigt. Alle drei Besatzungsmitglieder, die einzigen Insassen auf dem Frachtflug, überlebten den Unfall.[183]

- Am 24. August 1992 wurde eine US-amerikanische, privat auf Ronald P. Lippert zugelassene Douglas DC-6B (N1125J) auf dem Kendall-Tamiami Airport (Florida, USA) durch den Hurrikan Andrew irreparabel beschädigt. Über Personenschäden ist nichts bekannt.[184]

- Am 18. September 1992 stürzte eine Douglas DC-6/C-118A der venezolanischen AeroEjecutivos (YV-502C) 240 Kilometer nordwestlich des Startflughafens Curaçao (Niederlande) ins Meer. Der Nachtflug war von zahlreichen Gewittern geprägt. Alle 3 Besatzungsmitglieder, die einzigen Insassen auf dem Frachtflug, kamen ums Leben.[185]

- Am 8. März 1993 entstanden am Triebwerk Nr. 2 (links innen) einer Douglas DC-6 der bolivianischen Compañia Aérea Nacional - CAN (CP-1654) beim Startlauf auf dem Flughafen Santa Rosa (Bolivien) Fehlzündungen. Obwohl die Entscheidungsgeschwindigkeit V1 bereits überschritten war, brach der Kapitän den Start noch ab. Dies führte zwangsläufig dazu, dass die Maschine das Ende der 1500 Meter langen Grasbahn überrollte, Feuer fing und zerstört wurde. Alle 4 Insassen des Frachtfluges, drei Besatzungsmitglieder und 1 Passagier überlebten den Unfall.[186]

- Am 15. Mai 1993 wurde eine Douglas DC-6BF der mexikanischen Carga del Caribe (XA-SEA) auf einem Testflug bei regnerischem Wetter 22 Kilometer nördlich des Flughafens Cozumel (Mexiko) ins Wasser geflogen. Durch diesen CFIT (Controlled flight into terrain) wurde der Erste Offizier getötet und 2 Passagiere blieben vermisst, der Kapitän und ein Passagier überlebten.[187]

- Am 26. November 1993 geriet eine Douglas DC-6/C-118B der US-amerikanischen Allcair Air Transport (N1597F) auf dem Weg zum Flugplatz Patriot Hills (Antarktis) bei schlechtem Wetter vom Kurs ab und machte 11 Kilometer vom Kurs entfernt eine Bruchlandung. Alle 8 Insassen, sechs Besatzungsmitglieder und 2 Passagiere, überlebten den Unfall.[188]

- Im Februar 1994 (genaues Datum unbekannt) wurde eine Douglas DC-6BF der kolumbianischen Aerosol (HK-3874X) bei der Landung auf dem Flughafen Villavicencio (Kolumbien) irreparabel beschädigt. Alle Insassen, Besatzungsmitglieder und Passagiere, überlebten den Unfall.[189]

- Am 3. März 1994 wurde an einer auf J.C. Barravino Gamarra privat zugelassenen bolivianischen Douglas DC-6 (CP-2251) auf dem Flughafen Tumbes (Peru) nach einer Reparatur eine Triebwerksüberprüfung vorgenommen. Da zu viel Benzin eingespritzt wurde, entstand ein Feuer im Abgasrohr. Durch die fast leere Batterie wurde verhindert, den Motor weiter zu durchzudrehen, um das Feuer zu löschen. Daher konnte sich das Feuer allmählich immer weiter ausbreiten und schließlich die Maschine zerstören. Alle 3 Besatzungsmitglieder überlebten den Unfall.[190]

- Am 21. Mai 1994 wurde eine Douglas DC-6A/B der kolumbianischen Inversiones Agropecuarias del Casanare (HK-1276W) bei einer Notlandung auf dem Flughafen Mitu (Kolumbien) irreparabel beschädigt. Alle 9 Insassen, Besatzungsmitglieder und Passagiere, überlebten den Unfall.[191]

- Im Juli 1994 (genaues Datum unbekannt) wurde eine Douglas DC-6A der namibischen West Air Aviation (V5-WAC) bei der Landung irgendwo in Namibia irreparabel beschädigt. Personen kamen nicht zu Schaden.[192]

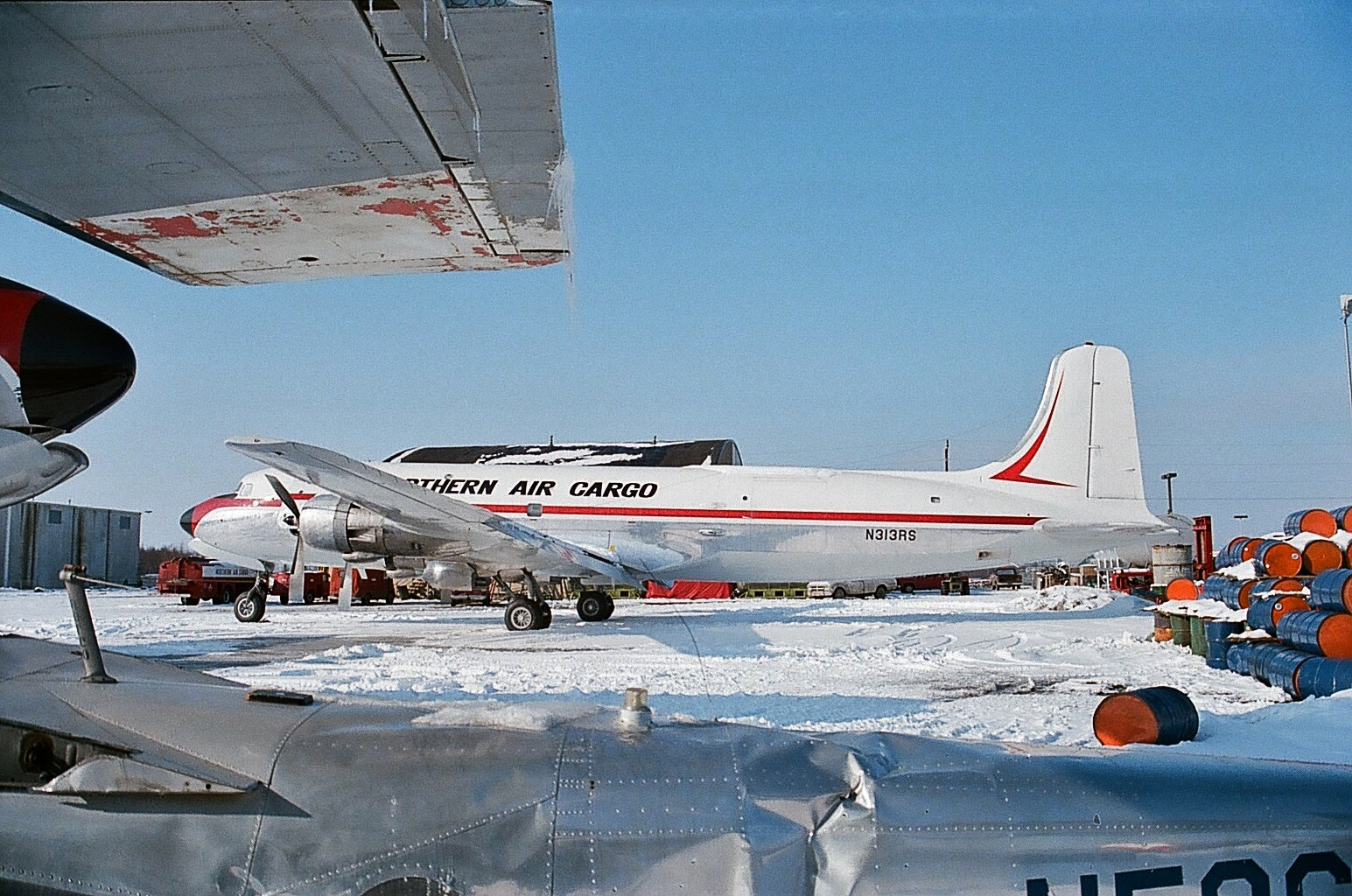
Die am 20. Juli 1996 verunglückte DC-6 N313RS der Northern Air Cargo, April 1985

- Am 20. Juli 1996 fing nach dem Start vom Flughafen Emmonak das Triebwerk Nummer 3 (rechts innen) einer Douglas DC-6A der US-amerikanischen Northern Air Cargo Feuer (N313RS). Beim anschließenden Anflug zum Versuch einer Notlandung auf dem Russian Mission Airport brach die rechte Tragfläche ab, die Maschine kippte nach rechts und stürzte ab. Alle 4 Personen an Bord wurden getötet. Die Unfallursache ging auf Materialermüdung im Triebwerk und unzureichende Ausbildung der Piloten für Notsituationen zurück (siehe auch Northern-Air-Cargo-Flug 33).[193]

- Am 7. August 1996 wurde eine Douglas DC-6A der kongolesischen Transair Cargo (9Q-CJR) bei der Landung auf dem Flughafen Cuango-Luzamba (Angola) irreparabel beschädigt. Alle Insassen, Besatzungsmitglieder und Passagiere, überlebten den Unfall.[194]

- Am 2. Januar 1998 wurden während des Starts einer Douglas DC-6B der US-amerikanischen Woods Air Fuel (N861TA) an der Nixon Fork Mine (Alaska, USA) die Cockpitscheiben sehr schnell durch angesaugten Schnee undurchsichtig. Das Flugzeug driftete nach links in die Schneebänke an der Seite der 1280 Meter langen und 26 Meter breiten Startbahn und fing Feuer. Ein entscheidender Passus aus dem „DC-6 Airplane Operating Manual“ war weder im Supplemental Type Certificate (STC) noch im Handbuch des Betreibers für die DC-6 enthalten: „anti-icing airflow with heater operation will be required to clear the panels.“ Dies war also auch der Besatzung nicht bekannt. Alle drei Besatzungsmitglieder, die einzigen Insassen auf dem Frachtflug, überlebten den Unfall. Das Flugzeug wurde irreparabel beschädigt.[195]

- Am 4. Juli 1999 überrollte eine Douglas DC-6A der kolumbianischen LANC Colombia (HK-1776) bei einer Notlandung auf dem Flughafen Villavicencio (Kolumbien) das Landebahnende und kollidierte mit einer Mauer. Nach dem Start war es zu einem Leistungsverlust des Triebwerks Nr. 2 (links innen) gekommen. Unnötigerweise stellte der Flugingenieur das Triebwerk vollständig ab, so dass die Bremsen ausfielen. Hinzu kamen ein zu schneller Anflug und spätes Aufsetzen bei der Landung. Von den 15 Insassen kamen 4 Passagiere ums Leben, alle anderen Insassen überlebten.[196]

- Am 12. Oktober 1999 brannte eine Douglas DC-6B der bolivianischen Air Beni (CP-2291) auf dem Flughafen La Paz-El Alto (Bolivien) aus. Ein Flugingenieur und ein Mechaniker versuchten, nach Reparaturarbeiten das Triebwerk Nr. 2 anzulassen. Darin entstand ein Feuer, und die beiden Experten verließen fluchtartig das Flugzeug, ohne die vorgesehenen Verfahren zu beachten, während z. B. die Treibstoffpumpen auf der Hochdruck-Stellung arbeiteten. Während das Feuer sich immer weiter auf den Rumpf ausbreitete, beschäftigte sich die Feuerwehr mit einer Übung auf einem entfernten Teil des Flughafens. Die Maschine wurde zum Totalschaden; die beiden dort Beschäftigten blieben unverletzt.[197]

## Ab 2000
- Am 31. Januar 2001 ging eine Douglas DC-6B der US-amerikanischen Everts Air Fuel (N4390F) bei der Landung auf dem Donlin Creek Airstrip (Alaska, USA) zu Bruch. Die mit 18.500 Litern Heizöl beladene Maschine wurde relativ hart auf der 7 % bergauf geneigten, gut 1600 Meter langen und ebenso wie die Umgebung mit Schnee bedeckten Bahn aufgesetzt, so dass es schwierig war, sie klar zu erkennen. Kurz nach dem Aufsetzen brach die linke Tragfläche vom Rumpf ab. Die Maschine verließ die Landebahn und wurde zerstört. Alle drei Besatzungsmitglieder, die einzigen Insassen auf dem Frachtflug, überlebten den Unfall.[198]

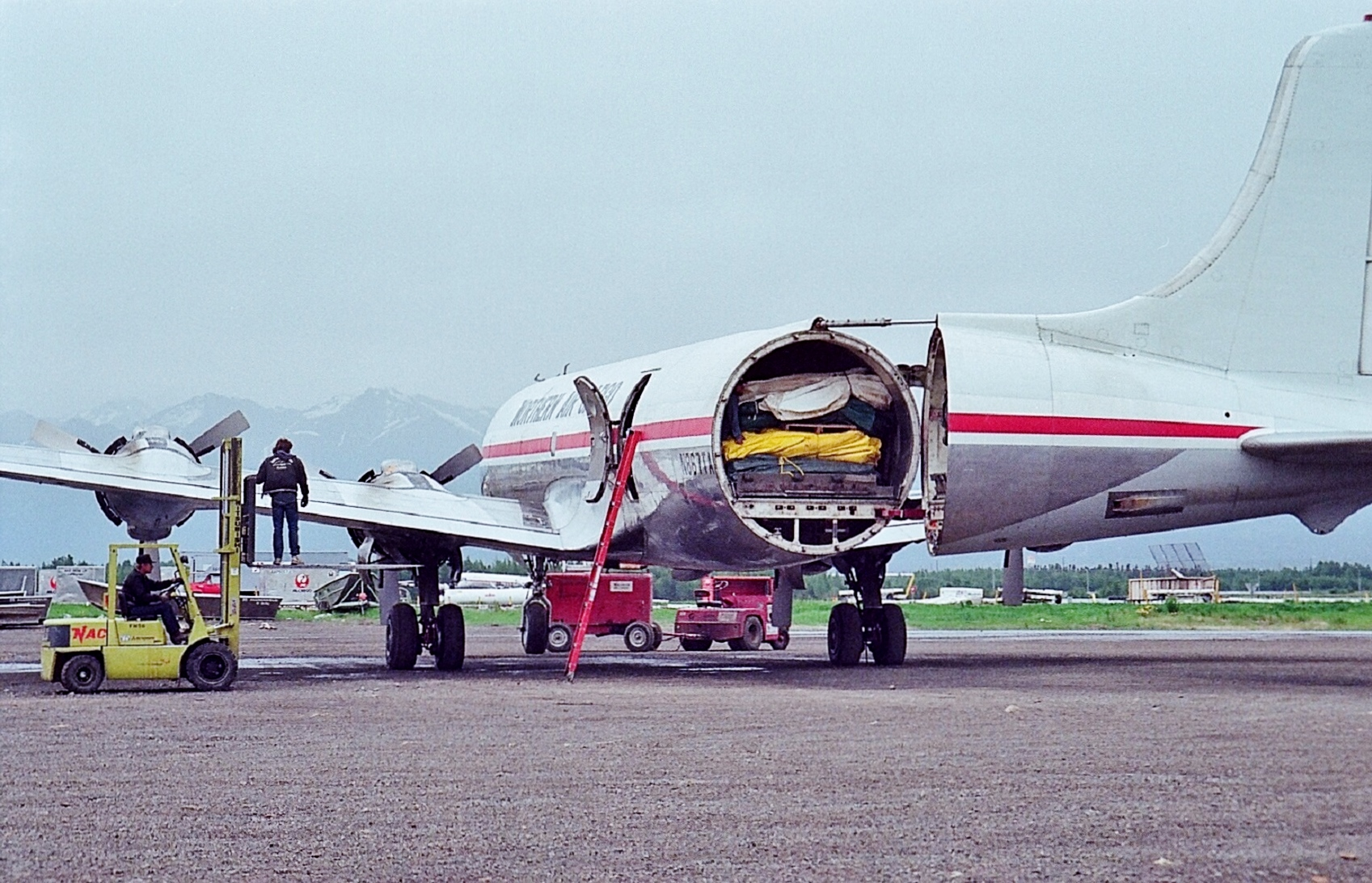
Die am 25. September 2001 verunglückte DC-6 „Swing tail“ der Northern Air Cargo, Juni 1989

- Am 25. September 2001 brach während der Landung auf dem Flugplatz Alpine, 100 km westlich von Deadhorse, die linke Tragfläche einer Douglas DC-6BF der Northern Air Cargo ab (Luftfahrzeugkennzeichen N867TA). Die Maschine drehte infolgedessen nach links und rutschte von der Landebahn. Beim anschließend entstehenden Feuer brannte der Mittelteil der Maschine aus, sodass ein irreparabler Schaden entstand und das Flugzeug abgeschrieben werden musste. Alle drei Insassen konnten sich retten und überlebten. Die zerstörte Maschine war eine der beiden einzigen zu DC-6B-ST („Swing tail“) umgebauten DC-6.[199]

- Am 12. Juni 2011 vergaß die Besatzung einer Douglas DC-6BF der US-amerikanischen Universal Airlines Inc. (N600UA) vor der Landung auf dem Flughafen Cold Bay (Alaska, USA), das Fahrwerk auszufahren, weil der Kapitän sie auf einen Bootsanleger hinwies. Zwangsläufig kam es zu einer Bauchlandung, bei der das Flugzeug irreparabel beschädigt wurde. Alle vier Besatzungsmitglieder, die einzigen Insassen auf dem Überführungsflug, überlebten den Unfall. Das Flugzeug wurde irreparabel beschädigt.[200]

- Am 1. August 2019 streifte die Douglas DC-6/C-118 Liftmaster der Everts Air Cargo (N451CE) die Böschung bei der Landung auf dem Candle 2 Flugplatz in Candle, Alaska. Das rechte Fahrwerk wurde dabei vom Flugzeug abgetrennt.[201] Nachdem das Flugzeug noch einige hundert Meter geradeaus der Landepiste folgte, brach es nach rechts aus und drehte sich. Personen kamen nicht zu Schaden. Das Flugzeug wurde schwer beschädigt, es ist jedoch im Moment noch nicht bekannt, ob es zu einem Totalschaden kam.[202]